# 1992年の日本公開映画
- 映画 > 映画の一覧 > 年度別日本公開映画 > 1992年の日本公開映画
- 映画 > 1992年の映画 > 1992年の日本公開映画

1992年の日本公開映画（1992ねんのにほんこうかいえいが）では、1992年（平成4年）1月1日から同年12月31日までに日本で商業公開された映画の一覧を記載。作品名の右の丸括弧内は製作国を示す。
記載の凡例については年度別日本公開映画#凡例を参照

## 作品一覧

### 1月
- 6日
  - トパーズ( 日本)
- 10日
  - 鼓書芸人( 中国)
- 11日
  - エルム街の悪夢/ザ・ファイナルナイトメア( アメリカ合衆国)
  - アクシデント( カナダ)
- 15日
  - ロシアン・ルーレット( アメリカ合衆国)
  - シコふんじゃった。( 日本)
  - 修羅の伝説( 日本)
- 17日
  - ローラ( フランス)
- 18日
  - ハーレーダビッドソン&マルボロマン( アメリカ合衆国)
  - 詐欺師とウソつき患者( アメリカ合衆国)
  - 崩壊と再生・1990ポーランド大統領選挙( ポーランド)
  - 曼陀羅( 韓国)
  - 夜逃げ屋本舗( 日本)
- 21日
  - ダブルチェイス/俺たちは007じゃない( アメリカ合衆国)
- 23日
  - ホンコン・フライド・ムービー( 香港)
- 24日
  - ムーンフリート( アメリカ合衆国)
- 25日
  - リコシェ( アメリカ合衆国)
  - 恋のためらい/フランキーとジョニー( アメリカ合衆国)
  - ジャングル・フィーバー( アメリカ合衆国)
  - 愛に翼を( アメリカ合衆国)
  - アークエンジェル( カナダ)
  - ジャンゴ/灼熱の戦場( イタリア)
  - ヴァルビィの奇跡( スウェーデン/ デンマーク)
  - アマゾン( フィンランド/ ブラジル/ アメリカ合衆国)
  - ミスター・ココナッツ( 香港)
  - 三国志 第一部 英雄たちの夜明け( 日本)

### 2月
- 1日
  - ダブル・インパクト( アメリカ合衆国)
  - バトルトラック2053( アメリカ合衆国)
  - パラダイス( 西ドイツ)
  - アメリカから来た男( イタリア)
  - AYA/アヤ( オーストラリア)
  - いつか どこかで( 日本)
- 6日
  - フロント・ページ( 香港)
- 8日
  - 愛と死の間で ( アメリカ合衆国)
  - ボーイズ'ン・ザ・フッド ( アメリカ合衆国)
  - 外科室( 日本)
- 11日
  - アザー・ピープルズ・マネー( アメリカ合衆国)
- 15日
  - ドクター( アメリカ合衆国)
  - マージョリーの告白( アメリカ合衆国)
  - チョウ・ユンファ/ゴールデン・ガイ( 香港)
  - 一杯のかけそば( 日本)
- 22日
  - バグジー( アメリカ合衆国)
  - 夢で逢えたら( アメリカ合衆国)
  - ウェドロック( アメリカ合衆国)
  - エイセス/大空の誓い( アメリカ合衆国)
  - この愛の行方( アメリカ合衆国)
  - 女神がそっと微笑んで( イタリア/ フランス/ カナダ)
  - 七小福( 香港)
  - 僕たちは天使じゃない( 香港)
  - 魚からダイオキシン!!( 日本)
- 28日
  - 地雷原 A mine field.( 日本/ タイ)
- 29日
  - スタートレックVI 未知の世界( アメリカ合衆国)
  - ブラッド&コンクリート( アメリカ合衆国)
  - ベルーシ/ブルースの消えた夜( アメリカ合衆国)
  - レイジ・イン・ハーレム( アメリカ合衆国)
  - フィービー・ケイツの私の彼は問題児（ドドンパ）( アメリカ合衆国)
  - 恋愛小説ができるまで( フランス)
  - カミーラ( アルゼンチン/ スペイン)
  - チョウ・ユンファ＋ジョイ・ウォンの パラダイス・パラダイス( 香港)

### 3月
- 1日
  - 天使が落っことした幸せ/Mr.プープの初恋( アメリカ合衆国)
- 7日
  - あぶない週末( アメリカ合衆国)
  - L.A.ストーリー/恋が降る街( アメリカ合衆国)
  - 喜多郎の十五少女漂流記( 日本)
  - シティ・スリッカーズ( アメリカ合衆国)
  - チャイニーズ・ゴースト・ストーリー3 ( イギリス領香港)
  - 東映アニメフェア( 日本・アニメ)
    - ドラゴンボールZ 激突!!100億パワーの戦士たち
    - ドラゴンクエスト ダイの大冒険 起きあがれ!!アバンの使徒
    - まじかる☆タルるートくん すき・すきタコ焼きっ!

  - トキメキソーラー くるまによん( 日本・アニメ)
  - ドラえもん のび太と雲の王国( 日本・アニメ)
  - 21エモン 宇宙(そら)いけ! 裸足のプリンセス( 日本・アニメ)
  - ビバリーヒルズを乗っ取れ!( アメリカ合衆国)
  - マイ・ガール( アメリカ合衆国)
  - 私たちが結婚した理由( アメリカ合衆国/ フランス)
- 13日
  - 柔らかい殻( イギリス)
- 14日
  - アンダルシアの恋物語( スペイン)
  - 浮気はパリで( フランス/ アメリカ合衆国)
  - サウス・キャロライナ/愛と追憶の彼方( アメリカ合衆国)
  - 上海1920 あの日みた夢のために( アメリカ合衆国/ イギリス領香港)
  - それいけ!アンパンマン つみき城のひみつ( 日本・アニメ)
  - バートン・フィンク( アメリカ合衆国)
  - 裸の銃を持つ男2 1/2( アメリカ合衆国)
  - マイアミ・ムーン( アメリカ合衆国)
  - ミステリー・デイト( アメリカ合衆国)
- 19日
  - ヘンリー( アメリカ合衆国)
- 20日
  - 事件屋稼業( 日本)
  - マイホーム・コマンドー( アメリカ合衆国)
  - 未来は僕らの手の中!!( 日本)
  - ムッシュー ( フランス/ ベルギー)
- 21日
  - ありふれた愛に関する調査( 日本)
  - JFK( アメリカ合衆国)
  - ナイトアイズ 危険な肉体( アメリカ合衆国)
  - レプスキー大胆不敵/ジェネシスNo.18( アメリカ合衆国)
- 28日
  - あふれる熱い涙( 日本)
  - 風の子どものように( 日本)
  - 都市とモードのビデオノート( フランス/ ドイツ)
  - バック・イン・ザ・USSR( アメリカ合衆国)
  - フォー・ザ・ボーイズ( アメリカ合衆国)
  - ポンヌフの恋人( フランス)
  - 夢の涯てまでも( 日本/ アメリカ合衆国/ ドイツ/ フランス/ オーストラリア)
  - 欲望の翼( 香港)

### 4月
- 2日
  - 月の子ども( スペイン)
- 4日
  - スキャナーズ3( アメリカ合衆国)
  - 黄昏のかなたに( 香港)
  - 賭博師の娘( メキシコ)
  - ドリーム・マシーン( アメリカ合衆国)
  - ビンゴ!( アメリカ合衆国)
  - フィッシャー・キング( アメリカ合衆国)
  - ブラッド・バイター( アメリカ合衆国)
- 11日
  - 赤い手のグッピー( フランス)
  - 壁の中に誰かがいる( アメリカ合衆国)
  - サラ・ムーンのミシシッピー・ワン( フランス)
  - 豪姫( 日本)
  - 紅夢( 中国/ 香港)
  - ゴッド・フード( アメリカ合衆国)
  - ニューヨークのいたずら( アメリカ合衆国)
  - フリージャック( アメリカ合衆国)
  - ゆりかごを揺らす手( アメリカ合衆国)
- 18日
  - 歌舞伎役者 片岡仁左衛門( 日本)
  - 奇跡の山 さよなら、名犬平治( 日本)
  - コレット・水瓶座の女( アメリカ合衆国)
  - 過ぎゆく夏( アメリカ合衆国)
  - ストロンゲスト 史上最強の映画スターは誰だ?( アメリカ合衆国/ 香港)
  - ベラスケスの女官たち( スペイン)
- 23日
  - 河と死( メキシコ)
- 25日
  - アダムス・ファミリー( アメリカ合衆国)
  - ウォッチャーズ/第3生命体( アメリカ合衆国)
  - エドワールとキャロリーヌ( フランス)
  - カティの愛した人( イギリス)
  - 牯嶺街少年殺人事件( 台湾)
  - ザ・中学教師( 日本)
  - ジャック・ドゥミの少年期( フランス)
  - ツイン・ドラゴン( 香港)
  - ナイト・オン・ザ・プラネット( アメリカ合衆国)
  - パイナップル・ツアーズ( 日本)
  - ひかりごけ( 日本)
  - 炎の大捜査線( 香港/ 台湾)
  - 夢のファンタジーワールド
    - キャンディ・キャンディ( 日本・アニメ)
    - きんぎょ注意報!( 日本・アニメ)
    - シンデレラ( アメリカ合衆国・アニメ)
    - ミッキーのたつまき騒動( アメリカ合衆国・アニメ)
- 29日
  - シールズ/栄光の戦士たち( フランス)
  - ミュータント・ニンジャ・タートルズ2( アメリカ合衆国)

### 5月
- 2日
  - ビリー・バスゲイト( アメリカ合衆国)
  - ふたりだけの舞台( フランス)
  - ボヴァリー夫人( フランス)
- 6日
  - マリアの泉( デンマーク)
- 9日
  - オンリー・ザ・ロンリー( アメリカ合衆国)
  - ザ・リスク/甘く危険な賭け( アメリカ合衆国)
  - バーバリアン刑事( アメリカ合衆国)
  - ワックスワーク2/失われた時空( アメリカ合衆国)
  - ヘルハザード/禁断の黙示録( アメリカ合衆国)
  - 愛人/ラマン( フランス/ イギリス)
- 16日
  - スーパー・タッチダウン( アメリカ合衆国)
  - ミストレス( アメリカ合衆国)
  - ツイン・ピークス/ローラ・パーマー最期の7日間( アメリカ合衆国)
  - レイト・フォー・ディナー( アメリカ合衆国)
  - わが街( アメリカ合衆国)
  - 歌姫カルメーラ( スペイン)
  - ジャズ・ミー・ブルース( イタリア)
  - ミンボーの女( 日本)
- 17日
  - 心臓抜き( 日本)
- 23日
  - グランド・ツアー( アメリカ合衆国)
  - 新・チェーンヒート/戦慄の女刑務所( アメリカ合衆国)
  - ハイランダー2 甦る戦士( イギリス)
  - 青い夜明け( イギリス)
  - 悲しき酒場のバラード( イギリス)
  - 美しき諍い女( フランス)
  - 百年の夢( チェコスロバキア)
  - 双旗鎮刀客( 中国)
  - 橋のない川( 日本)
  - 女殺油地獄( 日本)
- 30日
  - 刑事ジョー/ママにお手あげ( アメリカ合衆国)
  - シティ・オブ・ジョイ( アメリカ合衆国)
  - ボディ・パーツ( アメリカ合衆国)
  - ニューヨーク恋泥棒( イギリス)
  - 寒椿( 日本)

### 6月
- 4日
  - 姉の問題( 北朝鮮)
  - 嫁の問題( 北朝鮮)
  - わが家の問題( 北朝鮮)
- 6日
  - フライド・グリーン・トマト( アメリカ合衆国)
  - 氷の微笑( アメリカ合衆国)
  - ステッピング・アウト( アメリカ合衆国)
  - プラグヘッド/悪魔の電脳人間( アメリカ合衆国)
  - スキャンダラスな女/愛と欲望の私生活( アメリカ合衆国)
  - 宮廷円舞曲( フランス)
  - レプスキー最後の挑戦/コートダジュール殺人事件( フランス)
  - 愛と欲望の銃弾( フランス/ ドイツ/ スイス)
  - 濹東綺譚( 日本)
- 10日
  - 三月のライオン( 日本)
- 13日
  - ロングタイム・コンパニオン( アメリカ合衆国)
  - KAFKA/迷宮の悪夢( アメリカ合衆国)
  - くれないものがたり( 日本)
  - 地獄の警備員( 日本)
  - 彼女が結婚しない理由( 日本)
  - マンハッタン・キス( 日本)
- 19日
  - 豚と天国( ペルー/ スイス/ スペイン)
- 20日
  - フック( アメリカ合衆国)
  - シャドーチェイサー/地獄の殺戮アンドロイド( アメリカ合衆国)
  - 肉欲の報酬( アメリカ合衆国)
  - ミッドナイト25時/殺しの訪問者( アメリカ合衆国)
  - ふたりのベロニカ( フランス/ ポーランド)
  - アフリカンダンディー( 南アフリカ共和国)
- 25日
  - おろしや国酔夢譚( 日本)
- 27日
  - カフス!( アメリカ合衆国)
  - ピアニスト( フランス/ 日本)
  - 血と砂( スペイン)
  - ぼくと彼女のために( ブルガリア)
  - 愛をゆずった女( オーストラリア)
- 30日
  - ファンキー・モンキー・ティーチャー2 東京進攻大作戦( 日本)

### 7月
- 4日
  - 透明人間( アメリカ合衆国)
  - BOOK of LOVE/あの日の恋( アメリカ合衆国)
  - マイ・スイート・ファミリー( アメリカ合衆国)
  - さまよえるオランダ人( ソビエト連邦)
  - 裸のランチ( イギリス/ カナダ)
  - 遠き落日( 日本)
- 10日
  - ハワーズ・エンド( アメリカ合衆国)
- 11日
  - バットマン リターンズ( アメリカ合衆国)
  - 爆 BAKU!( 日本)
  - 東映アニメフェア( 日本・アニメ)
    - ドラゴンボールZ 極限バトル!!三大超サイヤ人
    - ドラゴンクエスト ダイの大冒険 ぶちやぶれ!!新生6大将軍
    - ろくでなしBLUES
- 17日
  - ハート・オブ・ダークネス/コッポラの黙示録( アメリカ合衆国)
  - 仕立て屋の恋( フランス)
  - ベンガルの夜( フランス/ 西ドイツ)
  - 傾城之恋( 香港)
  - 五人少女天国行( 中国/ 香港)
- 18日
  - リトルマン・テイト( アメリカ合衆国)
  - 遥かなる大地へ( アメリカ合衆国)
  - ザ・スタンド( アメリカ合衆国)
  - バーチャル・ウォーズ( アメリカ合衆国)
  - ダイナウォーズ/恐竜王国への大冒険( アメリカ合衆国)
  - ラヴィ・ド・ボエーム( フィンランド)
  - 紅の豚( 日本・アニメ)
  - 走れメロス( 日本・アニメ)
  - サイレントメビウス2( 日本・アニメ)
  - アルスラーン戦記II( 日本・アニメ)
  - 風の大陸( 日本・アニメ)
- 25日
  - エリス・アイランド( アメリカ合衆国)
  - アメリカ物語2/ファイベル西へ行く( アメリカ合衆国)
  - 小さな機関車テリー( アメリカ合衆国)
  - I LOVE YOU( イタリア/ フランス)
  - ウルガ( フランス)
  - アンモナイトのささやきを聞いた( 日本)

### 8月
- 1日
  - パトリオット・ゲーム( アメリカ合衆国)
  - ウディ・アレンの影と霧( アメリカ合衆国)
  - サム・サフィ( フランス/ 日本)
  - 金曜日の別荘で( イタリア)
  - YAWARA! それゆけ腰ぬけキッズ!!( 日本・アニメ)
  - らんま1/2 決戦桃幻郷!花嫁を奪りもどせ!!( 日本・アニメ)
- 8日
  - 花嫁のパパ( アメリカ合衆国)
  - ドント・ルック・バック( イギリス)
  - 薄れゆく記憶のなかで( 日本)
  - 楽しいムーミン一家 ムーミン谷の彗星( 日本・アニメ)
  - 花の魔法使いマリーベル フェニックスのかぎ( 日本・アニメ)
- 15日
  - アップルゲイツ( アメリカ合衆国)
  - 橋の上の貴婦人( イギリス)
- 22日
  - エイリアン3( アメリカ合衆国)
  - コロンブス( アメリカ合衆国)
  - 幸せの向う側( アメリカ合衆国)
  - クローズ・マイ・アイズ( イギリス)
- 29日
  - ホワイト・ファング( アメリカ合衆国)
  - ジュース( アメリカ合衆国)
  - ダスト・デビル( イギリス)
  - 未来の想い出 Last Christmas( 日本)
  - 継承盃( 日本)
  - 機動戦士ガンダム0083 ジオンの残光( 日本・アニメ)

### 9月
- 1日
  - ザ・ギャンブラー( 日本)
  - SUPER FOLK SONG ピアノが愛した女。( 日本)
- 5日
  - 愛という名の疑惑( アメリカ合衆国)
  - 夢を生きた男/ザ・ベーブ( アメリカ合衆国)
  - ロンドン・キルズ・ミー( イギリス)
  - フールズ・オブ・フォーチュン( イギリス)
- 10日
  - 湾岸バッド・ボーイ・ブルー( 日本)
- 12日
  - ハウスシッター/結婚願望( アメリカ合衆国)
  - ブーメラン( アメリカ合衆国)
  - ジャック・ルビー( アメリカ合衆国)
  - 人生は琴の弦のように( 中国/ 日本/ ドイツ/ フランス/ イギリス)
  - いつかギラギラする日( 日本)
- 15日
  - 落陽( 日本)
- 19日
  - ミッドナイトヒート( アメリカ合衆国)
  - アフタヌーンティーはベッドで( イタリア)
  - こうのとり、たちずさんで( ギリシャ/ フランス/ スイス/ イタリア)
  - 白い豹の影( キルギス)
  - 抱きしめたいから( オーストラリア)
- 23日
  - 美女と野獣( アメリカ合衆国・アニメ)
- 26日
  - ロミオ&ジュリア/マンハッタンのいたずら( アメリカ合衆国)
  - ジュリアと2人の恋人( アメリカ合衆国)
  - 夏の遊び( スウェーデン)
  - 阿賀に生きる( 日本)

### 10月
- 3日
  - アトランティス( フランス)
  - インドシナ( フランス)
  - 課長島耕作( 日本)
  - 彼方へ( ドイツ/ フランス/ カナダ)
  - クール・アズ・アイス( アメリカ合衆国)
  - 恋の時給は4ドル44セント( アメリカ合衆国)
  - 鉄男 II BODY HAMMER( 日本)
  - 天国の大罪( 日本)
  - 寝盗られ宗介( 日本)
  - フレンチ・ドレッシング( イギリス)
  - ヨーロッパ( デンマーク/ フランス/ ドイツ/ スウェーデン)
  - ラジオ・フライヤー( アメリカ合衆国)
  - リーサル・ウェポン3( アメリカ合衆国)
- 10日
  - おこげ( 日本)
  - 渇望( スウェーデン)
  - 勝利者たち( 日本)
  - 死んでもいい( 日本)
  - トーキング・ヘッド( 日本)
  - 1492 コロンブス( アメリカ合衆国)
  - プラハ( イギリス/ フランス)
  - プリティ・リーグ( アメリカ合衆国)
- 16日
  - 海辺にて( フランス)
- 17日
  - エロティックな関係( 日本)
  - ノーサイド/25年目のスクラム( アメリカ合衆国)
- 23日
  - きらきらひかる( 日本)
- 24日
  - 赤いシュート( イタリア)
  - 秋への別れ( ポーランド)
  - 回転扉( フランス/ カナダ)
  - キスへのプレリュード( アメリカ合衆国)
  - 恋の掟( フランス/ イギリス)
  - チンギス・ハーン( モンゴル/ 日本)
  - 微笑みがえし( アメリカ合衆国)
  - ボンデージ( アメリカ合衆国)
  - ディス・イズ・マイ・ライフ( アメリカ合衆国)
- 30日
  - スパイメーカー( アメリカ合衆国)
- 31日
  - 映写技師は見ていた( アメリカ合衆国)
  - エドワードII( イギリス/ 日本)
  - 青春デンデケデケデケ( 日本)
  - ハード・ボイルド/新・男たちの挽歌( 香港)
  - ランブリング・ローズ( アメリカ合衆国)

### 11月
- 6日
  - マイキー( アメリカ合衆国)
- 7日
  - ウェインズ・ワールド( アメリカ合衆国)
  - ストレート・アウト・オブ・ブルックリン( アメリカ合衆国)
  - ルッキング・フォー・ラングストン( イギリス)
  - ディグリーズ・オブ・ブラインドネス( イギリス)
  - レゾナンス( オーストラリア)
  - 大感傷仮面( 日本)
  - エンジェル 僕の歌は君の歌( 日本)
- 13日
  - 希望の街( アメリカ合衆国)
- 14日
  - スウィート・ロード( アメリカ合衆国)
  - ペット・セメタリー2( アメリカ合衆国)
  - ボディヒート( アメリカ合衆国)
  - ユニバーサル・ソルジャー( アメリカ合衆国)
  - 美しき獲物( アメリカ合衆国/ ドイツ)
  - 赤と黒の接吻( フランス)
  - 狩人( ギリシャ/ ドイツ/ フランス)
  - 心の香り( 中国)
  - オールナイトロング( 日本)
  - 私を抱いてそしてキスして( 日本)
  - パ★テ★オ( 日本)
- 19日
  - ショック集団( アメリカ合衆国)
- 20日
  - 最後から2番目の男( フランス)
- 21日
  - ストーリービル/秘められた街( アメリカ合衆国)
  - パリ、夜は眠らない。( アメリカ合衆国)
  - アフター・ダーク( アメリカ合衆国)
  - マン・イントゥ・ウーマン( アメリカ合衆国)
  - 殺しのアーティスト( アメリカ合衆国/ ブラジル)
  - ワン・フルムーン( イギリス)
  - 太陽山( 中国)
  - 復活の朝( 日本)
- 28日
  - ディープ・カバー( アメリカ合衆国)
  - ブルドッグ( アメリカ合衆国/ 日本)
  - バトル・ヘルハウス( イタリア)
  - 見知らぬ人( インド)
  - 少女香雪( 中国)

### 12月
- 2日
  - 8マン・すべての寂しい夜のために( 日本)
- 4日
  - ミッドナイトチェイサー( アメリカ合衆国)
  - 法王さまご用心( イギリス)
- 5日
  - ボディガード( アメリカ合衆国)
  - ベートーベン( アメリカ合衆国)
  - 永遠に美しく…( アメリカ合衆国)
  - 途方に暮れる三人の夜( アメリカ合衆国)
  - ニューマン( アメリカ合衆国)
  - 桑の葉3( 韓国)
  - ザザンボ( 日本)
- 12日
  - シンプルメン( アメリカ合衆国)
  - ルビー・カイロ( アメリカ合衆国)
  - 二十日鼠と人間( アメリカ合衆国)
  - 裏切りの情事( フランス/ アルゼンチン/ ポルトガル)
  - 殺しへの微笑( イタリア)
  - ハイヒール( スペイン)
  - ダンシング・ヒーロー( オーストラリア)
  - ポリス・ストーリー3( 香港)
  - ゴジラvsモスラ( 日本)
  - 銀河英雄伝説外伝 黄金の翼( 日本・アニメ)
- 18日
  - マンボ・キングス/わが心のマリア( アメリカ合衆国)
  - ヒア・マイ・ソング( イギリス)
- 19日
  - ドラキュラ( アメリカ合衆国)
  - レイジング・ケイン( アメリカ合衆国)
  - 不法侵入( アメリカ合衆国)
  - ホーム・アローン2( アメリカ合衆国)
  - アメリカン・ハート( アメリカ合衆国)
  - ヒア・マイ・ソング( イギリス)
  - 冬物語( フランス)
  - 愛のあとに( フランス)
  - ジミー・クリフ/ボンゴ・マン( ドイツ)
  - 青い青い海( ソビエト連邦)
  - 諜報員( ソビエト連邦)
  - 国境の町( ソビエト連邦)
  - 七人のおたく( 日本)
  - 病は気から 病院へ行こう2( 日本)
  - ちびまる子ちゃん わたしの好きな歌( 日本・アニメ)
- 26日
  - ネメシス( アメリカ合衆国)
  - ベアスキン/都会の夜の一幕寓話( イギリス/ ポルトガル)
  - マスカレード/仮面の愛( イギリス/ フランス/ イタリア)
  - 男はつらいよ 寅次郎の青春( 日本)
  - 釣りバカ日誌5( 日本)
  - はいすくーる仁義2 たいへんよくできました( 日本)